# Franco Sacchetti
Franco Sacchetti, född omkring 1335 i Florens, död omkring 1400 i San Miniato, var en italiensk författare.
Sacchetti var av bemärkt släkt, religiös och redbar, åtnjöt stort anseende inom samhället och hedrades med många förtroendeuppdrag. Han författade en samling Sermoni evangelici, hållna i den då övliga predikostilen, en rikhaltig Canzoniere av mångskiftande innehåll och en provkarta på den tidens alla lyriska diktformer samt de på florentinskt talspråk berättade Trecento novelle, av vilka ett flertal utgör drastiskt tecknade verklighetsbilder från hans samtid och därigenom får stort kulturhistoriskt intresse. Sin föregångare Boccaccios yppigt flödande stil låg det ej i hans kynne att söka efterlikna.